# Dianthus macranthoides
Dianthus macranthoides är en nejlikväxtart som beskrevs av Heinrich Carl Haussknecht och Joseph Friedrich Nicolaus Bornmüller. Dianthus macranthoides ingår i släktet nejlikor, och familjen nejlikväxter. Inga underarter finns listade i Catalogue of Life.